# Rue du Cinéma (Paris)
Ne doit pas être confondu avec Cours du Septième-Art.
Pour les articles homonymes, voir Rue du Cinéma.
La rue du Cinéma est une rue piétonne souterraine du Forum des Halles (1er arrondissement de Paris), située dans la partie appelée « Nouveau Forum ». 

## Situation et accès
Elle est située au niveau -3. Une déclivité permet d’accéder à la place de la Rotonde qui est légèrement plus bas.
La rue du Cinéma est une voie d’accès (à partir de la place Carrée) au multiplexe UGC Ciné Cité Les Halles situé au 7, place de la Rotonde.

## Origine du nom

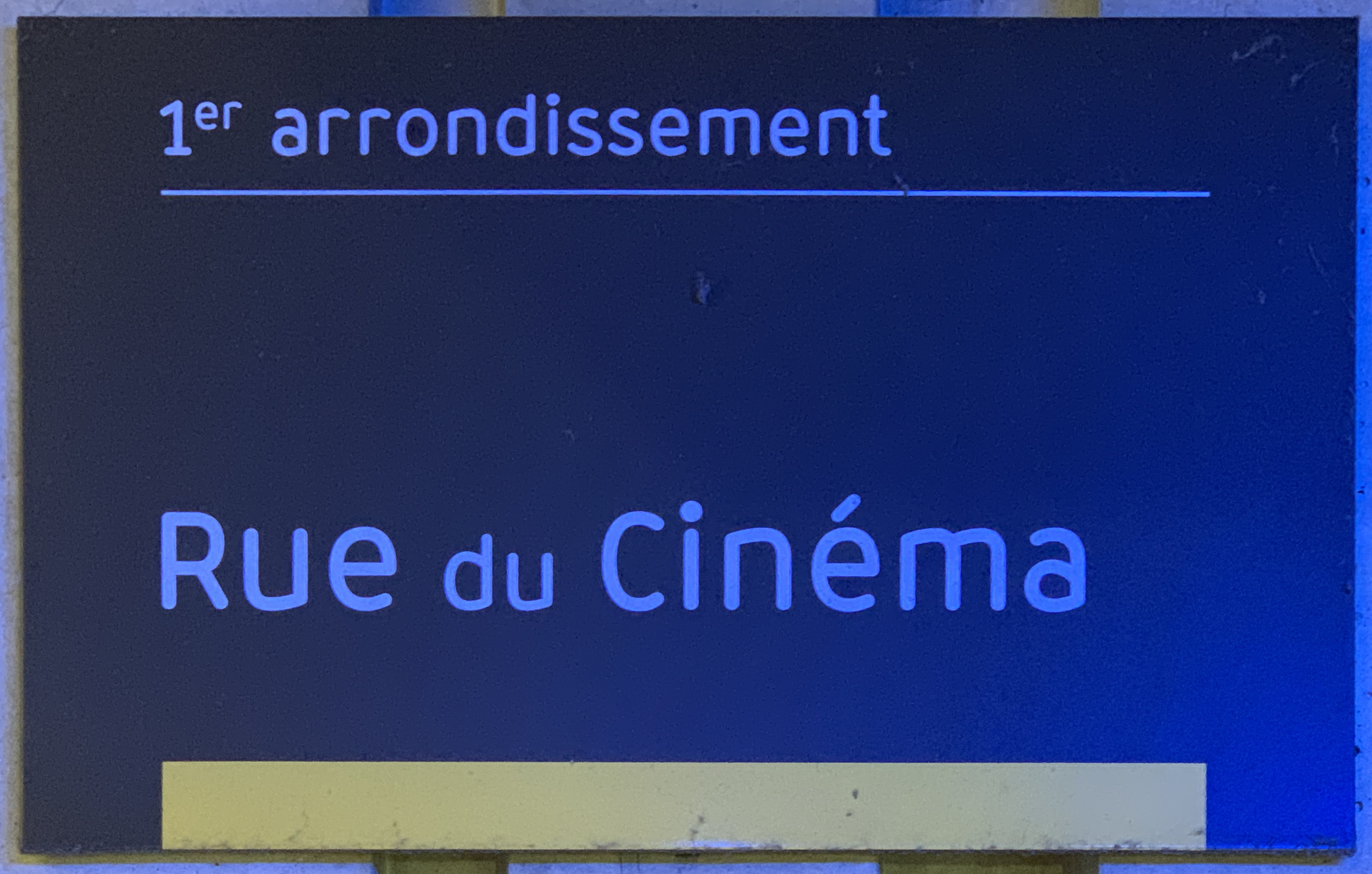
Plaque de la rue.

Elle porte ce nom car elle dessert des espaces dédiés au 7e art dans le Forum des Halles : le Forum des Images, la Bibliothèque du Cinéma - François Truffaut et le complexe cinématographique Ciné-Cité. 

## Historique
Appelée d'abord « Grande-Galerie » (arrêté municipal du 26 août 1985), elle a été renommée « rue du Cinéma » (arrêté municipal du 15 juin 2007) ; la nouvelle appellation ne devint véritablement connue qu'à partir de décembre 2008, à l’occasion de l'inauguration du Forum des images après trois ans de travaux.

## Bâtiments remarquables et lieux de mémoire
On y trouve :
- no 2 : le Forum des images ;
- no 4 : la bibliothèque de cinéma François-Truffaut.
- Cette rue est encore hantée par le souvenir du tournage de Touche pas à la femme blanche !, le film franco-italien de Marco Ferreri, sorti en 1973 et tourné dans le  « trou de Halles » (nom que les Parisiens donnaient alors au chantier du Forum des Halles) : ce « trou » (dominé par une église Saint-Eustache bien reconnaissable) est dans le film le refuge des Indiens de Taureau Assis menacés par un Custer utilisant la Bourse de commerce comme quartier général…

## Pour approfondir